# Sutegana
 (signalé en juin 2025).
Si vous disposez d'ouvrages ou d'articles de référence ou si vous connaissez des sites web de qualité traitant du thème abordé ici, merci de compléter l'article en donnant les références utiles à sa vérifiabilité et en les liant à la section « Notes et références ».
- Archive Wikiwix
- Bing
- Cairn
- DuckDuckGo
- E. Universalis
- Gallica
- Google
- G. Books
- G. News
- G. Scholar
- Persée
- Qwant
- (zh) Baidu
- (ru) Yandex
- (wd) trouver des œuvres sur Wikidata

Un sutegana (捨て仮名, lit. kana abandonné) est un kana qui s'écrit de taille plus petite que son original, tel que « ぁ » pour « あ ». Un terme synonyme kogaki moji (小書き文字) est aussi utilisé afin de dénoter les sutegana, et signifie littéralement « petit caractère écrit » ou « minuscule ». Les sutegana servent à la palatalisation des kana en -i dit you-on (拗音) et la gémination précédent un son consonnant dit soku-on (促音).
De manière conventionnelle ; en écriture horizontale, les sutegana se situeront en bas à droite d'un caractère ; en écriture verticale, les sutegana se situeront en haut à droite directement après un caractère. Dans le cas des masume (升目 carré) ; en écriture horizontale les sutegana se situeront en bas à gauche et en écriture verticale en haut à droite.
Les sutegana sont aussi utilisés pour la formation de furigana sur ordinateur et les logiciels de traitement de texte, ils se situeront au-dessus des caractères dont il montre la prononciation à l'horizontale, et à droite des caractères à la verticale.

## Utilisation en japonais
Généralement, les sutegana comptent à eux seuls pour un more, mais il existe plusieurs exceptions.

### Utilisation non-moraique
En deuxième position le sutegana change la prononciation de la consonne du premier caractère s'il s'agit des sons vocaliques seuls (ァ, ィ, ゥ, ェ, ォ) des sons commençant par y- (ャ, ュ, ョ) et des sons commençant par w- (ヮ).
- Palatalisation you-on (拗音) des sons en i  avec ゃ, ゅ, ょ, ャ, ュ, ョ ; par exemple, きゃ /kya/ (rom. : kya), ジュ /zju/ (rom. : ju).
- Labialisation you-on (拗音) de ku く et de gu ぐ avec ゎ; par exemple: くゎ /kwa/ (rom: kwa), ぐゎ /gwa/ (rom. : gwa).
- Lors des emprunts de mots provenant d'autres langues avec les katakana, ァ, ィ, ゥ, ェ, ォ, ャ, ュ, ョ, ヮ, afin de former de nouveaux sons.
- Il existe aussi les sutegana correspondant de ヰ /wi/ et de ヱ /we/.

### Utilisation moraique
- Lors de la gémination « sokuon » (促音) avec « っ » et « ッ » ;  par exemple, 結構 (けっこう)
- Lors de l'utilisation des classificateurs josuu-shi (助数詞) 
  - ッ ; par exemple 八ッ橋 (はつはし)
  - ヶ dérivé de 箇 en y découpant le radical "bambou" (竹) en deux, prononcé le plus souvent /ka/ ou /ga/ (ce dernier dans la prononciation des lieux) et parfois /ko/ ; par exemple, 一ヶ月 (いっかげつ), 青木ヶ原(あおきがはら)
  - ヵ dérivé de が est une autre manière d'écrire ヶ et possède la même fonction ; par exemple, 三ヵ月 (さんかげつ)

## Utilisation dans d'autres langues
- En aïnou, représente une consonne qui n'est pas suivie d'une voyelle dans le cas de ㇰ, ㇱ, ㇲ, ㇳ, ㇴ, ㇵ, ㇶ, ㇷ, ㇸ, ㇹ, ㇷ゚, ㇺ, ㇻ, ㇼ, ㇽ, ㇾ, ㇿ.
- En hokkien, les sutegana étaient utilisés pour ァ, ィ, ゥ, ェ, ォ, ㇰ ッ ㇷ゚ et de celui correspondant à ヲ.
- Dans la translittération du japonais au coréen, le patchim (consonne finale) peut être montré à travers les sutegana, par exemple : アンニョンハシㇺニカ？(안녕하십니까?) avec ㇺ.